# 見附絵莉
見附 絵莉（みつけ えり、1992年10月30日 - ）は、日本の女性重量挙げ選手、女性警察官。大阪府住吉警察署地域課巡査。

## 略歴
兵庫県小野市出身。小野市立小野中学校を経て兵庫県立三木東高等学校へ進学し、ウェイトリフティング部で全国大会優勝を果たす。2011年に早稲田大学スポーツ科学部スポーツ科学科に進学。2015年、伯父や妹らが警察官ということもあり、「競技を通じて多くの人からもらった支えを、人を助ける仕事で恩返ししたい」と大阪府警察に入庁。現在は住吉警察署の地域課巡査として勤務しながら、ほぼ毎日、第１機動隊の練習場（大阪市城東区）で研鑽に励む。大川克弘監督は「まだまだ伸びしろがある。東京五輪のある5年後にはもっと実力をつけられる」と将来性に期待を寄せる。見附巡査も「警察官の仕事をしっかりこなしながら、世界で活躍する選手になりたい」と目標を掲げる。
2017年12月1日、重量挙げの世界選手権第4日は、アメリカのアナハイムで行われ、見附はスナッチ88キロ、ジャーク115キロのトータル203キロで11位だった。この結果を「初めての世界選手権で、緊張でがちがちになってしまった。１本目を落としてしまって、どうしようと不安になった。課題が多かったので次に生かしたい」と振り返る。
2019年5月25日、重量挙げの全日本選手権第2日は、岩手県奥州市の江刺中央体育館で行われ、女子71kg級はスナッチで日本記録を2キロ上回る100キロを挙げた見附選手が日本記録タイのトータル217キロで初優勝した。「トータル220キロ」と目標を掲げて臨んだ女子71kg級だが、スナッチで狙い通り100キロを成功させて日本記録を樹立したものの、続くジャークでは3本目に120キロに挑んだが、右肘が曲がったとされて失敗。「スナッチは実現できて良かったが、最後の詰めが甘くて心残り」と充実感の中にも悔しさもにじませた。銅メダルに輝いたアジア選手権でマークした自己記録を2キロ更新し、トータル217キロまで伸ばしたが、71kg級は五輪階級ではないため、今後は76kg級に上げることを2019年2月に決断している。晴れ舞台を意識するからこそ、この日の初制覇に満足せず、記録にこだわりを見せた。バーベルを引く強さに定評があり、上半身のトレーニングとキャッチの練習を重ねることで、より特徴が生きてきている。見附選手は「最近記録が伸びてきているので、どこまでいけるのか楽しみでもある。最後は自分との闘い。しっかり練習を積んでいきたい」と決意を新たにした。

## 主な競技歴
- 2010年 第25回全国高等学校ウエイトリフティング競技選抜大会優勝(58kg級)[5]
- 2010年 第24回全日本女子ウエイトリフティング選手権大会4位（58kg級）[6]
- 2010年 第12回全国高等学校女子ウエイトリフティング競技選手権大会優勝(58kg級)[7]
- 2011年 第23回全日本女子学生ウェイトリフティング選手権大会準優勝（58kg級）[8]
- 2016年 第30回全日本女子ウエイトリフティング選手権大会準優勝（63kg級）[9]
- 2017年 世界選手権大会出場
- 2019年 アジア選手権大会銅メダル
- 2019年 第79回全日本ウエイトリフティング選手権大会優勝（71kg級）

## 記録
- 大会自己記録（71kg級）
  - スナッチ100kg（日本記録）
  - ジャークkg
  - トータル217kg（日本記録タイ）